# Панкратов, Лев Иванович
Лев Иванович Панкратов (18 сентября 1920 года — 9 мая 2005 года) — советский государственный деятель, заместитель Председателя КГБ СССР (1963—1971), генерал-лейтенант.

## Биография
Родился 18 сентября 1920 года в городе Нижнем Новгороде. В 1938 году окончил десятилетку и поступил на радиотехнический факультет Горьковского индустриального института имени А. А. Жданова. С мая по июль 1941 года по комсомольскому призыву работал сменным электриком цеха на заводе Красное Сормово. С мая 1944 года — член КПСС.

### Великая Отечественная война
В августе 1941 года был призван в РККА и направлен в город Болшево, в Московское военное инженерное училище. По окончании училища в мае 1942 года в звании лейтенанта инженерных войск прибыл на Южный фронт, в 38-й отдельный комсомольский добровольческий инженерный полк, который с октября 1941 года вел боевые действия на территории Украины. Командиром саперного взвода принимал участие в боях на Кубани, за город Ростов-на-Дону, а с августа по ноябрь 1942 года в составе Черноморской группы войск Закавказского фронта участвовал в обороне Кавказа. В октябре 1942 года в районе Тбилиси на базе полка была сформирована 64-я комсомольская инженерно-саперная бригада РВГК, в составе которой освобождал Кавказ. С ноября 1942 по июль 1943 года служил в 66-м отдельном инженерно-саперном батальоне, входившем в состав бригады.
В июне 1943 года 64-ю бригаду преобразовали в 1-ю штурмовую комсомольскую инженерно-саперную бригаду РВГК. Служил начальником штаба 1-го отдельного штурмового инженерно-саперного батальона, помощником начальника 1-го отдела штаба бригады по разведке, командиром 76-й отдельной моторизованной разведроты, командиром 2-го отдельного штурмового инженерно-саперного батальона. В составе войск Западного фронта освобождал города Спас-Деменск, Ельню, Смоленск. После успешного завершения этой операции бригада стала именоваться Смоленской.
В составе 1-го и 2-го Белорусских фронтов принимал участие в Белорусской, Осовецкой, Восточно-Прусской, Варшавской, Восточно-Померанской и Берлинской операциях.
Войну закончил в звании майора инженерных войск. На фронте был четыре раза ранен, тяжело контужен.

### Учёба и работа после войны
После демобилизации в мае 1946 года продолжил учёбу в Горьковском политехническом (бывшем индустриальном) институте имени А. А. Жданова, который окончил в 1950 году по специальности инженер-электрик, радиотехник. В июне 1949 года, ещё будучи студентом-дипломником, поступил на завод № 428 Министерства радиотехнической промышленности (впоследствии Горьковский телевизионный завод имени В. И. Ленина). До ноября 1952 года работал там, пройдя путь от инженера-лаборанта до заместителя главного конструктора завода.
С ноября 1952 по июнь 1956 года Лев Иванович находился на партийной работе: был вторым секретарем Приокского райкома КПСС, секретарем парткома на заводе № 428 в Горьком. Затем работал начальником СКБ завода.
В сентябре 1956 года стал работать в аппарате Горьковского обкома КПСС заведующим отделом науки, школ и культуры. В январе 1958 года был избран секретарем Горьковского обкома КПСС. Избирался депутатом Ворошиловского районного Совета 4-го созыва, Горьковского городского Совета 5-го и 6-го созывов, членом Горьковского городского комитета КПСС, депутатом Горьковского областного Совета 7-го созыва.
В сентябре 1960 года был направлен на работу в Комитет государственной безопасности СССР: с августа 1960 по сентябрь 1963 г. — заместитель начальника 2-го Главного управления КГБ при СМ СССР, с августа 1962 по сентябрь 1963 г. — начальник Управления 2-го Главного управления КГБ при СМ СССР (внутренняя безопасность и контрразведка).
С октября 1963 по август 1971 года работал на посту заместителя Председателя КГБ СССР. Первоначально курировал Восьмое управление (шифровальная служба, электронная разведка, радиоперехват и дешифровка), оперативно-техническое управление и вопросы, связанных с техническим оснащением всех служб КГБ СССР. В течение первого года работы под контроль Панкратова были переданы также отдел правительственной связи и учётно-архивный отдел. 14 декабря 1970 года присвоено звание генерал-лейтенанта.
С августа 1971 года заместитель министра радиопромышленности СССР, с мая 1974 года заместитель министра промышленности средств связи. На этой должности проработал до сентября 1983 года, в ноябре того же года был назначен начальником Специального проектно-конструкторского бюро (СПКБ) Министерства связи СССР.

## Семья
Отец — Панкратов Иван Яковлевич (1886—1960), банковский служащий, в последние годы работал в Сормовской районной конторе Госбанка в городе Горьком. Мать — Панкратова (Лосева) Антонина Львовна (1896—1971), была учительницей музыки. Супруга — Панкратова Галина Сергеевна. Дочь — Ильяшина Татьяна Львовна.

## Награды
- орден Александра Невского (СССР)[4]
- два ордена Отечественной войны I степени[5]
- три ордена Трудового Красного Знамени
- орден Красной Звезды[6]